# Менцель, Родерих
Родерих Фердинанд Оттомар Менцель (нем. Roderich Ferdinand Ottomar Menzel; 13 апреля 1907, Райхенберг, Королевство Богемия, Австро-Венгрия — 17 октября 1987, Мюнхен, ФРГ) — чехословацкий и немецкий теннисист, журналист и писатель. Менцель, на протяжении большей части игровой карьеры выступавший под флагом Чехословакии и в этом качестве ставший шестой ракеткой мира среди любителей, финалистом чемпионата Франции 1938 года в одиночном разряде и чемпионата США 1935 года в миксте и неоднократным финалистом Европейской зоны Кубка Дэвиса, после аннексии Судет нацистской Германией продолжил выступать за эту страну. В годы Второй мировой войны был журналистом зарубежной редакции радиостанции Großdeutscher Rundfunk, ведшей нацистскую пропаганду. В послевоенные годы сосредоточился на журналистской и писательской работе (в том числе под псевдонимами Клеменс Парма и Михаэль Морава), получив известность как драматург и автор произведений для детей.

## Биография
Родерих Менцель родился в 1907 году в Либерце (тогда — Райхенберг, Австро-Венгерская империя) в зажиточной семье. В детстве активно занимался футболом (играя на позиции вратаря) и теннисом, окончательно выбрав последний только к 16 годам. В 1925 году Родерих стал чемпионом Чехословацкой республики среди юношей.
В 1928 году Менцель впервые принял участие в Уимблдонском турнире и в Кубке Дэвиса в составе сборной Чехословакии. Начиная с 1930 года, когда в профессиональный теннис перешёл ведущий чехословацкий игрок Ян Кожелуг, Менцель на долгие годы стал лидером национальной сборной (количество побед, одержанных им в одиночных встречах — 40, — продолжает оставаться рекордом сборной Чехии к концу 2010-х годов). После аннексии Судет нацистской Германией в 1938 году Менцель продолжил выступления уже под флагом Третьего Рейха. Уже в 1931 году чехословацкая команда при его участии дошла до финала Европейской отборочной зоны, проиграв там британцам, а в 1934—1937 годах повторяла этот результат ещё трижды за четыре года (уступив сначала Австралии, а затем дважды Германии).
Среди достижений Менцеля в 1930-е годы были титул на Международном чемпионате Германии в 1931 году и пять побед на международном чемпионате Каира. В 1935 году он дошёл до финала чемпионата Тихоокеанского Юго-Запада в Лос-Анджелесе, обыграв Джона ван Рина и Уилмера Эллисона и уступив только будущему обладателю Большого шлема Дону Баджу. На Уимблдонском турнире Менцель дважды играл в четвертьфинале (в мужском парном разряде с Ладиславом Гехтом став полуфиналистом в 1937 году), на чемпионате США — дважды в четвёртом круге. В свой единственный выезд на чемпионат Австралии, в 1935 году, он также добрался до четвертьфинала в одиночном разряде, а в соревнованиях смешанных пар на чемпионате США того же года стал финалистом в паре с британской теннисисткой Кей Стаммерс. Однако наибольших успехов в турнирах Большого шлема он добивался на чемпионате Франции. На грунтовых кортах Парижа Менцель стал полуфиналистом в одиночном разряде уже в 1932 году (после побед над Жаком Брюньоном и Фредом Перри), а в 1938 году дошёл до финала, проиграв там Баджу. По итогам 1937 года Менцель занял восьмое, а по итогам следующего сезона — седьмое место в списке десяти лучших теннисистов мира, ежегодно публикуемом журналистами газеты Daily Telegraph.
После аннексии Судет нацистской Германией в 1938 году Менцель продолжил выступления уже под флагом Третьего Рейха. В 1939 году он в очередной раз дошёл до финала Европейской зоны Кубка Дэвиса, но теперь уже с немецкой сборной, проиграв там югославам; в матче против югославов он играл только парную встречу, победив в ней, как и во всех остальных своих играх за сборную в этом сезоне, но общую победу вырвали югославы со счётом 3:2.
Ещё в Чехословакии Менцель совмещал спортивную карьеру с журналистской, с 1927 по 1938 год сотрудничая в немецкоязычной столичной газете Prager Tagblatt. После начала Второй мировой войны писал тексты для германского радио, которые использовались для пропагандистского вещания на англоязычные страны. В связи с этим по окончании войны ему до конца жизни был запрещён въезд в США как запятнавшему себя сотрудничеством с нацистами. После войны Менцель пытался возобновить теннисную карьеру, но успехов не добивался и в итоге посвятил себя журналистской и писательской деятельности. С 1949 по 1951 год он был главным редактором мюнхенского журнала Omnipress, а затем возглавил издательство Aeneas, базировавшееся в этом же городе.
За годы литературной карьеры Менцелем было опубликовано свыше 150 произведений, в том числе под псевдонимами Клеменс Парма и Михаэль Морава. Среди многочисленных литературных произведений Менцеля наиболее популярными были его книги для детей и юношества (в том числе «Чудо-автомобиль» — нем. Das Wunderauto, 1964), а также книги на спортивную тематику; в его литературное наследние входят также научно-популярные книги и справочники.
В 1983 году Родерих Менцель попал в серьёзную аварию, от последствий которой так и не сумел до конца оправиться. Он умер в Мюнхене в 1987 году.

## Финалы турниров Большого шлема

### Одиночный разряд (0-1)
| Результат | Год  | Турнир            | Покрытие | Соперник в финале | Счёт в финале |
| --------- | ---- | ----------------- | -------- | ----------------- | ------------- |
| Поражение | 1938 | Чемпионат Франции | Грунт    | Дон Бадж          | 3-6, 2-6, 4-6 |

### Смешанный парный разряд (0-1)
| Результат | Год  | Турнир        | Покрытие | Партнёрша    | Соперники в финале       | Счёт в финале |
| --------- | ---- | ------------- | -------- | ------------ | ------------------------ | ------------- |
| Поражение | 1935 | Чемпионат США | Трава    | Кей Стаммерс | Сара Фабиан Энрике Майер | 3-6, 6-3, 4-6 |